# William Blake
Pour les articles homonymes, voir Blake.
William Blake, né le 28 novembre 1757 à Londres où il est mort le 12 août 1827, est un peintre, graveur et poète britannique.
Bien que d'abord considéré comme peintre — il a peint quelques tableaux à l'huile, préférant l'aquarelle et le dessin, voire la gravure et la lithographie —, il s'est surtout consacré à la poésie. Il est l'auteur d'un œuvre inspiré de visions bibliques à caractère prophétique. Artiste pré-romantique, son style halluciné est moderne et le distingue de ses pairs, bien que ses thèmes soient classiques.

## Biographie
William Blake est le fils d'un bonnetier et, dès l'enfance, montre d'étonnantes dispositions pour le dessin et la poésie. Conscients de la personnalité atypique et hypersensible de leur fils, ses parents l'envoient à dix ans dans une école de dessin, où il composera ses premiers poèmes. Devenu élève du graveur James Basire à quatorze ans et pendant sept ans, il est chargé de dessiner les antiquités de l'abbaye de Westminster et d'autres anciens édifices, milieux qui ne manquèrent pas d'exercer sur son imagination mélancolique une vive influence. En 1782, il épouse Catherine Boucher, une fille de maraîcher, à qui il apprend à lire et à écrire et qui devient sa proche assistante dans ses réalisations artistiques et son constant soutien.
Trop pauvre pour faire face aux frais d'impression de ses œuvres, Blake se fait son propre éditeur et imagine d'y appliquer son écriture, mise en relief par la morsure sur des plaques de cuivre. Il publie ainsi ses Songs of Innocence, ornées de ses dessins (1789, petit in-8), œuvre singulière, qui eut du succès, ce qui l'encouragea à donner successivement, sous la même forme : Books of prophecy (1791) ; Gates of paradise (1793) ; America, a prophecy (1793, in-fol.) ; Europe, a prophecy (1794, in-fol.) ; Songs of Experience (1794).
En même temps, il fait figurer dans plusieurs expositions de l'Académie royale des peintures allégoriques, historiques et religieuses. Il publie en 1790 The Marriage of Heaven and Hell (in-quarto), satire du Heaven and Hell de Swedenborg. En 1797, il entreprend une édition illustrée par lui des Nuits de Young, qu'il laisse inachevée, puis il part vivre à Felpham dans le Sussex de l'Ouest, auprès du poète William Hayley, faisant des dessins pour celui-ci, et peignant quelques portraits, et ne revient à Londres qu'au bout de trois ans. Ses 40 dessins gravés par Luigi Schiavonetti pour une édition du poème The Grave (1808, gr. in-quarto) de Blair sont très admirés, de même que sa grande estampe, le Pèlerinage de Canterbury (1809).
Enthousiasmé par la Révolution française, il faillit être arrêté pour avoir défendu les principes révolutionnaires au cours d'une discussion avec un soldat.
Entre-temps, il continue de composer, d'illustrer et d'imprimer des poèmes étranges, empreints d'un mysticisme obscur : Jerusalem: the emanation of the Giant Albion ; Milton, a poem avec And did those feet in ancient time (1804) ; Job (1826) ; , etc. Le plus original est le dernier, c'est aussi celui dont les gravures sont les plus finies. Tous ces volumes sont aujourd'hui fort recherchés, surtout les exemplaires mis en couleurs par l'artiste lui-même.
Sa mort interrompt l’illustration de The divine comedy (1825-1827) de Dante. Il est enterré, en compagnie de sa femme, au cimetière de Bunhill Fields de Londres.

## Graveur
William Blake a été l'apprenti du graveur James Basire pendant sept ans. En plus de la gravure, Blake a également produit des dessins, des aquarelles et de petites peintures à la détrempe.
En 1788, il a mis au point un procédé de gravure en creux qui lui a permis de combiner gravure et texte sur la même plaque d'impression, lui donnant un contrôle sans précédent sur la mise en page de la page imprimée. Ses œuvres les plus populaires étaient des sujets bibliques et des illustrations inspirées de la Divine Comédie de Dante Alighieri.
Le point culminant de la carrière de graveur de Blake est The Beggar's Opera d'après William Hogarth qui représente une scène de l'opéra de John Gay. The Beggar's Opera, qui a été présenté pour la première fois au théâtre Lincoln's Inn en 1728. Le personnage central de l'opéra, un bandit nommé Macheath, est enchaîné, sous peine de mort, entre ses deux amantes, la fille du geôlier, Lucy Lockit, et la fille de l'avocat, Polly Peachum. Des membres du public, dont le duc de Bolton, véritable amant de l'actrice Lavinia Fenton, qui jouait le rôle de Polly Peachum, sont inclus de chaque côté de la scène.

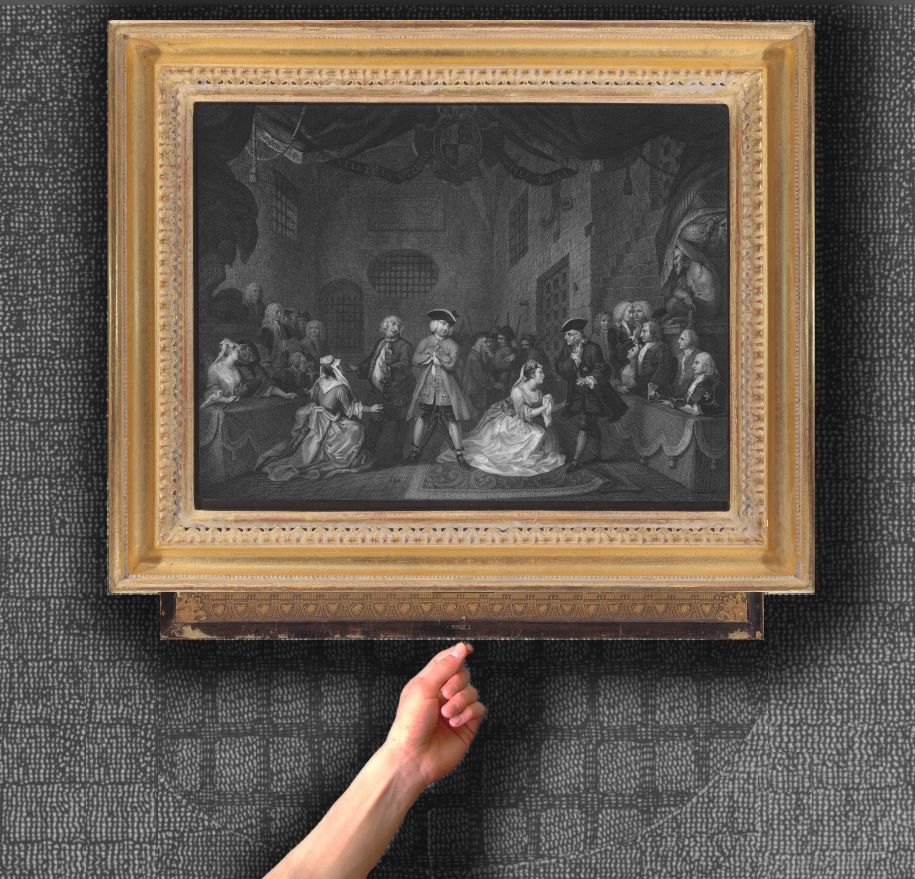
The Beggar's Opera, Act III, 1790.

Cette gravure, la plus grande et la plus belle de toutes les gravures de reproduction de Blake de grande dimension (45,5 × 58,6 cm), a été créée alors qu'il travaillait sur ses premières gravures en relief. Son travail ne se limitait pas à la gravure, mais comprenait aussi la boite, l'encadrement, la clé, le tiroir secret dans lequel se trouve le manuscrit de Blake, qui constitue l'ensemble de l’œuvre finale, son manifeste.
Bien que John Boydell ait acquis la plaque de cuivre gravée et certaines étapes du travail, il n'a pas commandé cette œuvre à Blake. L'objectif de Boydell était de promouvoir un sujet historique à la mode, plutôt que de permettre à Blake de réaliser sa vision créative.
Aujourd'hui, les œuvres de William Blake font partie des collections permanentes de nombreux musées, notamment de la Tate Britain à Londres. Cependant, The Beggar's Opera est actuellement la propriété d'un particulier, André Furlan qui a par ailleurs consacré une grande partie de sa carrière de chercheur sur l'œuvre de William Blake, il est également président de l'Association William Blake France.

## Visions
Malgré sa piété et son inspiration évangélique, William Blake fut longtemps cru fou par ses contemporains et y compris des études tardives. Ce n'est que récemment que ses visions sont devenues les sources légitimes de son inspiration et de sa gloire[réf. nécessaire].

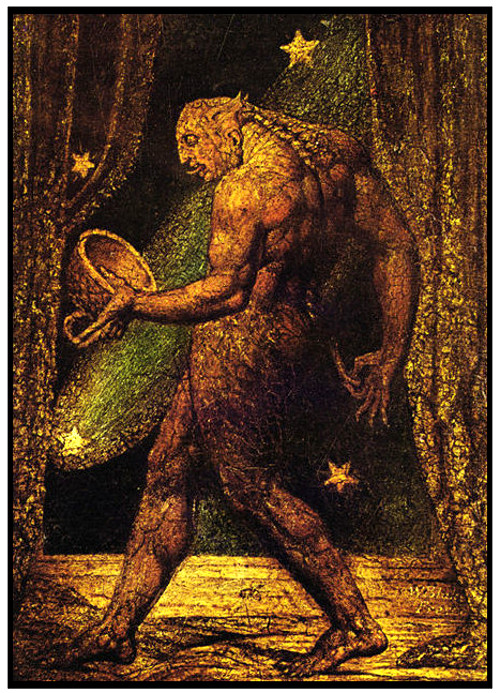
The Ghost of a Flea, 1819-1820, Londres, Tate Britain.

Il aurait eu depuis son plus jeune âge des visions. La première intervint dès l'âge de quatre ans quand il vit Dieu et qu'il hurla de frayeur. Aux environs de neuf ans, il aurait vu à Londres un arbre empli d'anges aux ailes resplendissantes comme des étoiles. En d'autres occasions, il vit également des figures angéliques parmi des fermiers. L'une de ses peintures est l'évocation de la vision du fantôme d'une puce (The Ghost of a Flea, 1819–1820, Londres, Tate Britain).
Il était persuadé qu'il recevait un enseignement et des encouragements par des archanges afin de créer ses œuvres qui étaient d'ailleurs à ses dires appréciées et lues par eux.
En outre, il écrit dans une lettre de condoléance à William Hayley, datée du 6 mai 1800 :

« Je sais que nos amis décédés sont davantage avec nous que de leur vivant. Il y a treize ans j'ai perdu un frère avec lequel esprit je m'entretiens quotidiennement de longues heures et que je peux voir en imagination. J'entends ses conseils et j'écris sous sa dictée. »

Dans une lettre à John Flaxman, datée du 21 septembre 1800, il indique :

« [La ville de] Felpham est une douce place pour étudier car elle est plus spirituelle que Londres. Le ciel y ouvre ses portes d'or de tous côtés. Ses fenêtres ne sont pas obscurcies par des vapeurs ; les voix des habitants célestes sont mieux perçues, et leurs formes mieux distinguées ; et mon cottage est aussi une ombre de leurs maisons. Je suis plus renommé aux cieux pour mes œuvres que je ne peux l'imaginer. Dans ma cervelle, il y a des études et des chambres pleines de livres et d'images de l'ancien, que j'ai décrits et peints dans les âges éternels avant ma vie mortelle ; ces œuvres font les délices des archanges. (E710) »

Dans une lettre à Thomas Butts (en), datée du 25 avril 1803, il écrit : 

« Je peux seul continuer mes études visionnaires à Londres sans être ennuyé ; je puis ainsi converser avec mes amis dans l'éternité, avoir des visions, rêver de prémonitions et de prophéties et déclamer des paraboles librement sans être assailli par les doutes d'autres mortels. (E565-6) »

## Œuvre

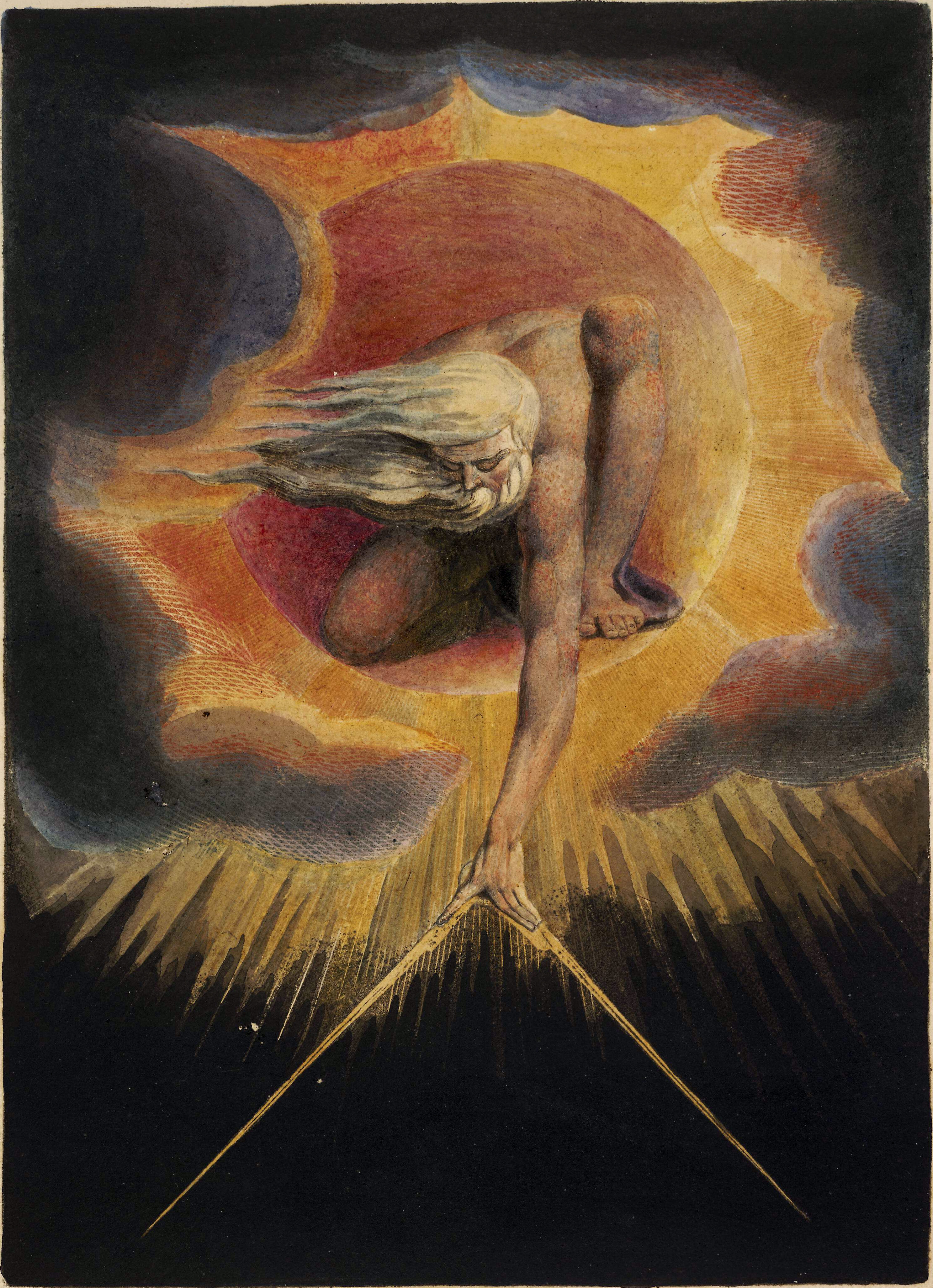
L'Ancien des jours, 1794, Londres, British Museum.

### Ouvrages enluminés
- Vers 1788 : All Religions Are One
  - There Is No Natural Religion.
- 1789 : Songs of Innocence (Les Chants d'Innocence, traduction d'Alain Suied, Arfuyen, 1992)
  - The Book of Thel (Le Livre de Thel).
- 1790–1794 : The Marriage of Heaven and Hell (Le Mariage du Ciel et de l'Enfer, Arfuyen, 1996, puis Azul éditions, gravures de José San Martin et Christine Tacq, 2007).
- 1793 : Visions of the Daughters of Albion
  - America: a Prophecy.
- 1794 : Europe: a Prophecy
  - The First Book of Urizen (Le Premier Livre d'Urizen) ;
  - Songs of Experience (Les Chants d'Expérience, traduction d'Alain Suied, Arfuyen, 1993).

Songs of Innocence and of Experience
Couverture de Songs of Innocence and of Experience, 1794, le plus célèbre recueil de poèmes de William Blake. Washington, bibliothèque du Congrès.
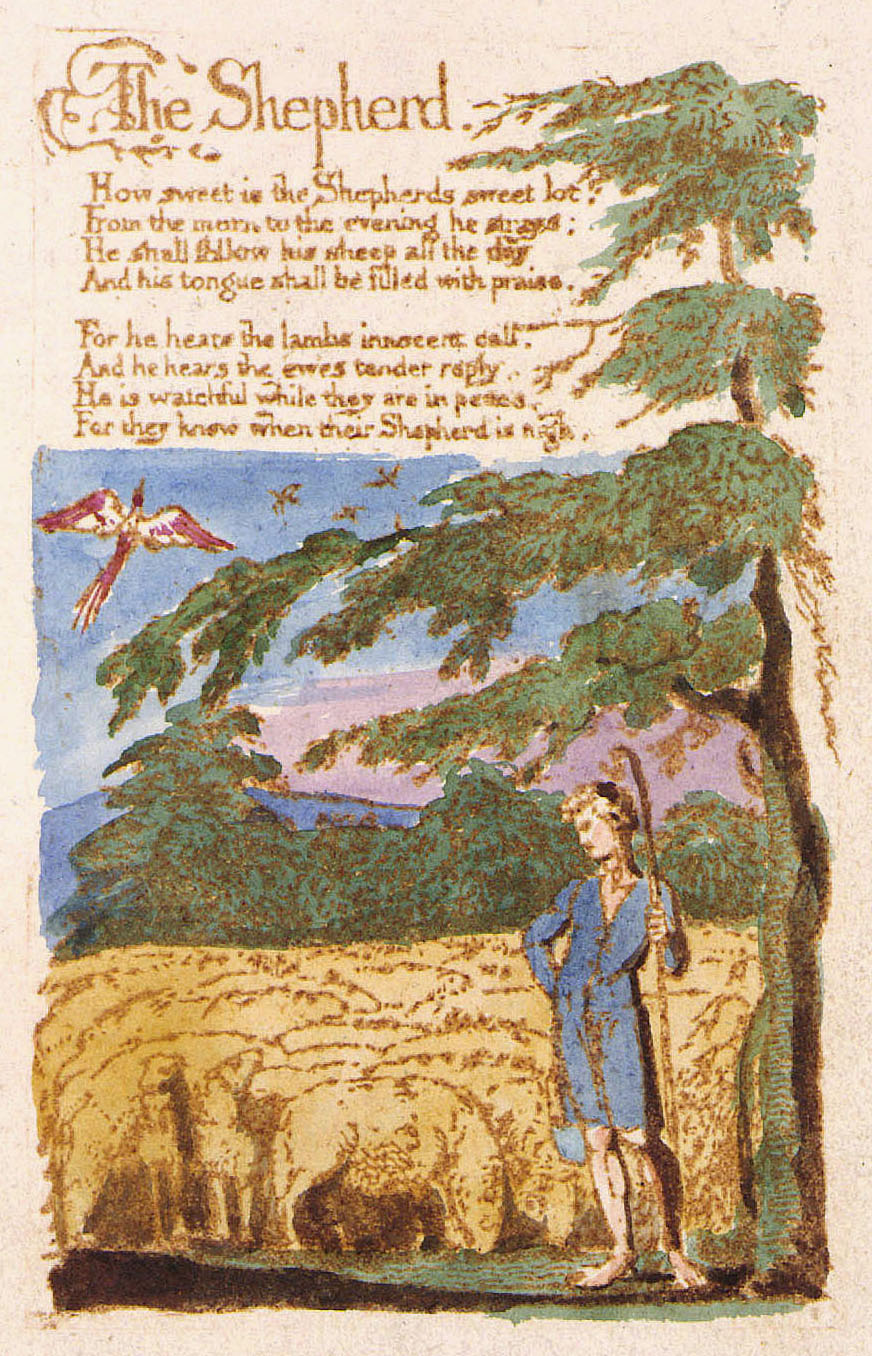
Le Berger.
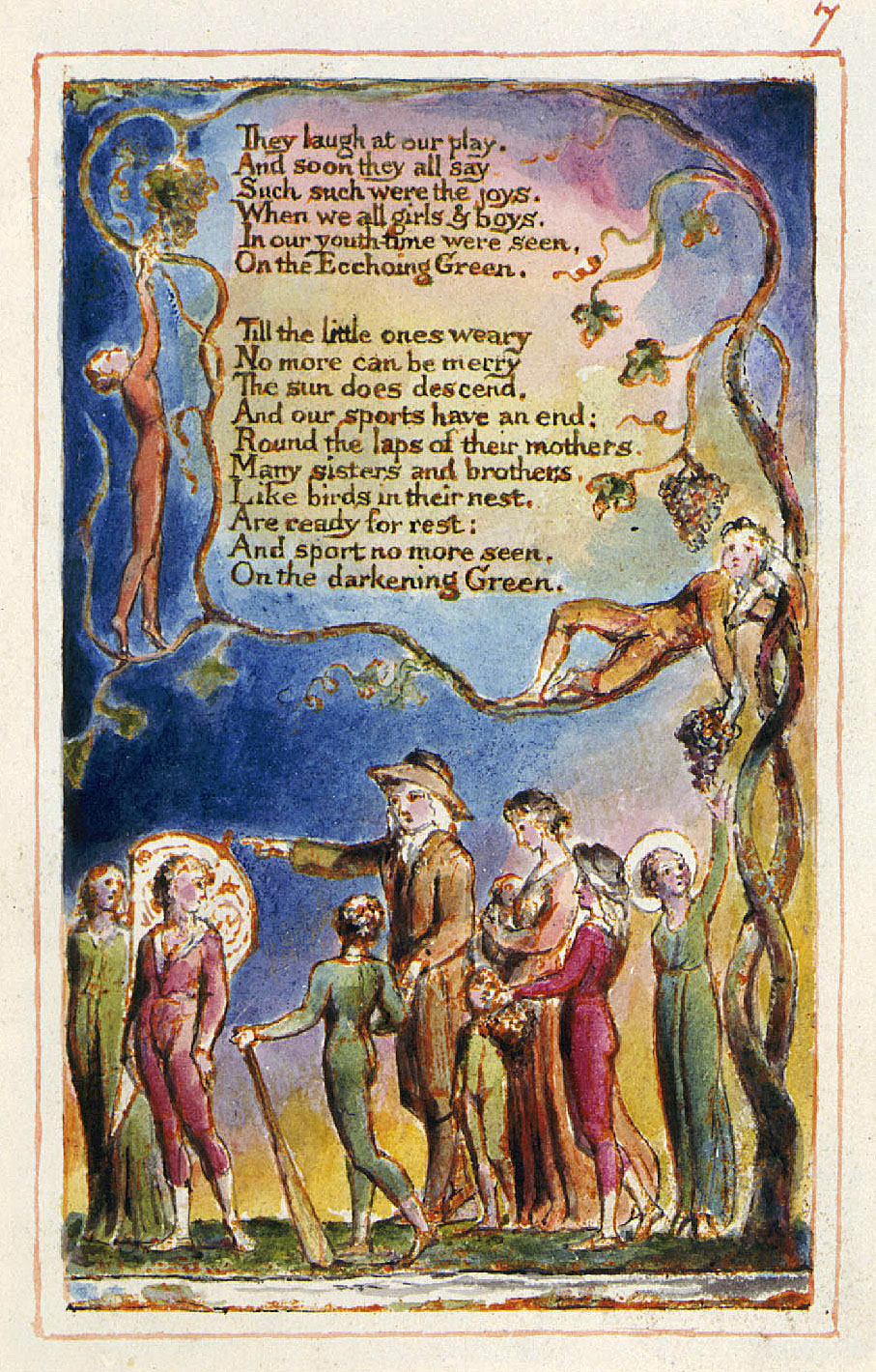
The Echoing Green (le Vert faisant écho).

- 1795 : The Book of Los
  - The Song of Los ;
  - The Book of Ahania.
- Vers 1804 – 1811 : Milton: a Poem.
- 1804–1820 : Jerusalem: The Emanation of The Giant Albion.

### Ouvrages non-enluminés
- Never seek to tell thy love.
- Tiriel (1789).

### Ouvrages illustrés par Blake
- 1788 : Mary Wollstonecraft, Original Stories from Real Life.
  - 1797 : Edward Young, Night Thoughts.
- 1796 : Jean-Gabriel Stedman, Narrative of a Five Years' Expedition, against the Revolted Negroes of Surinam, in Guiana, on the wild coast of South America ; from the year 1772, to 1777, Londres.

Illustrations du récit de voyage du chasseur d'esclaves Jean-Gabriel Stedman
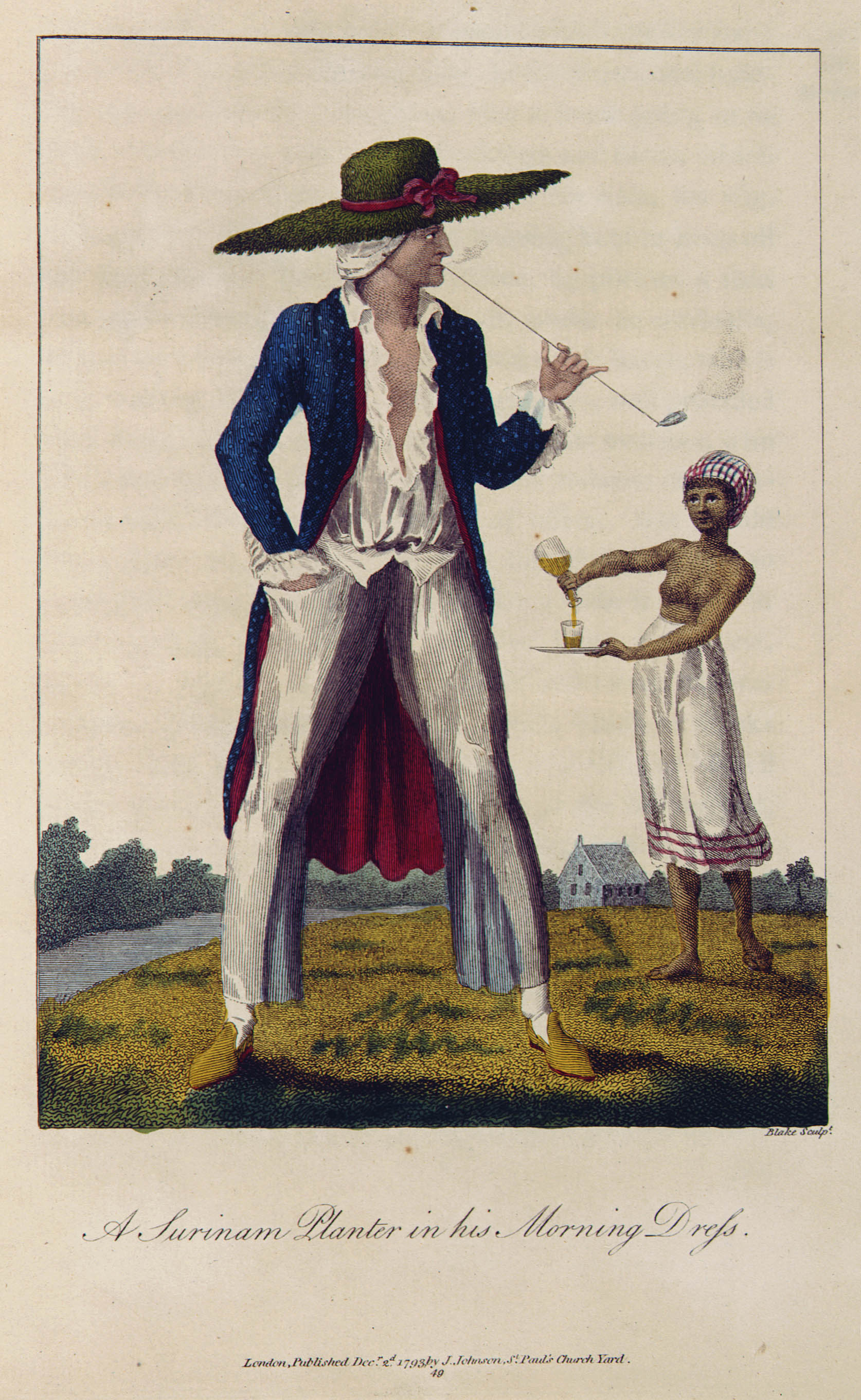
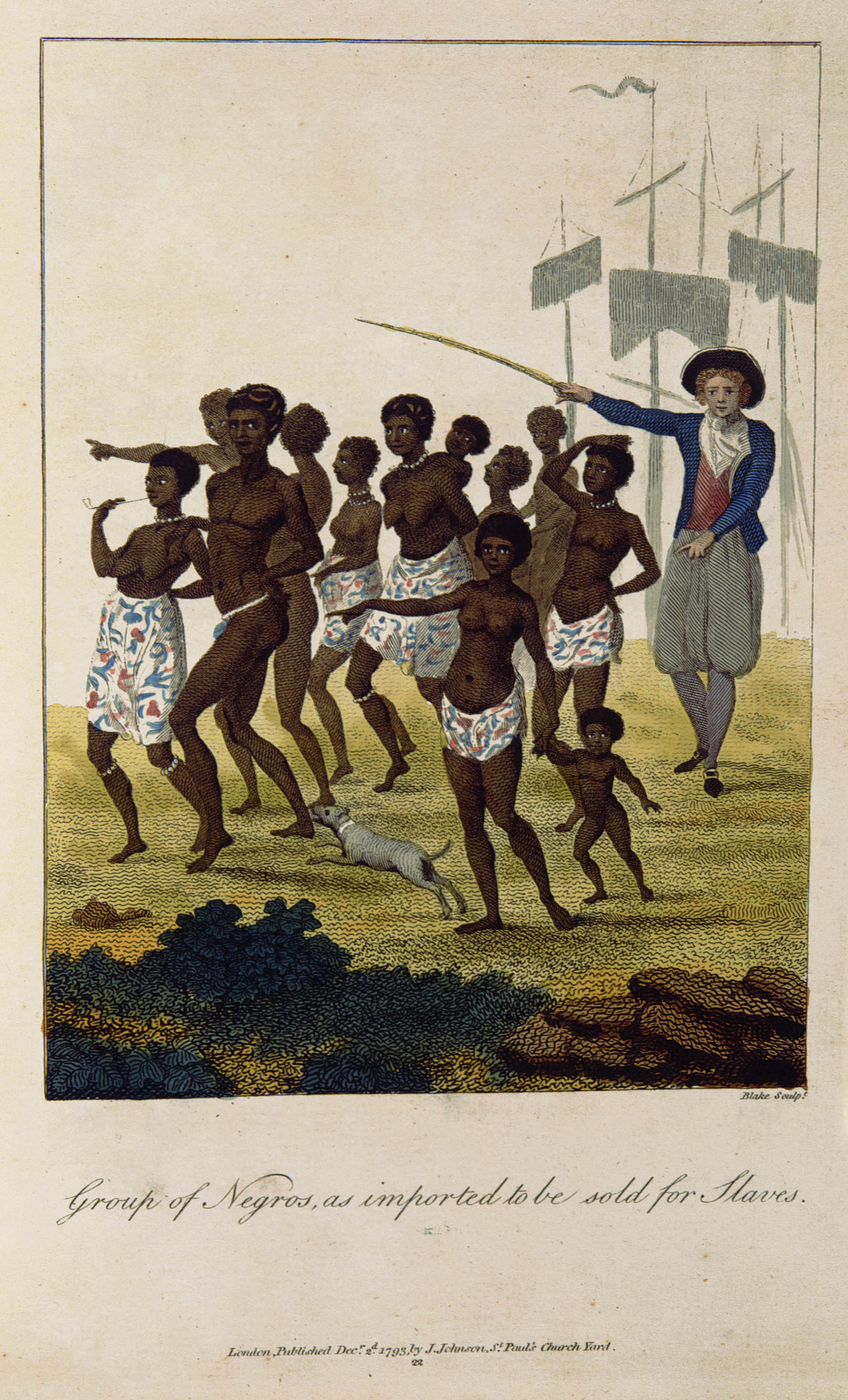
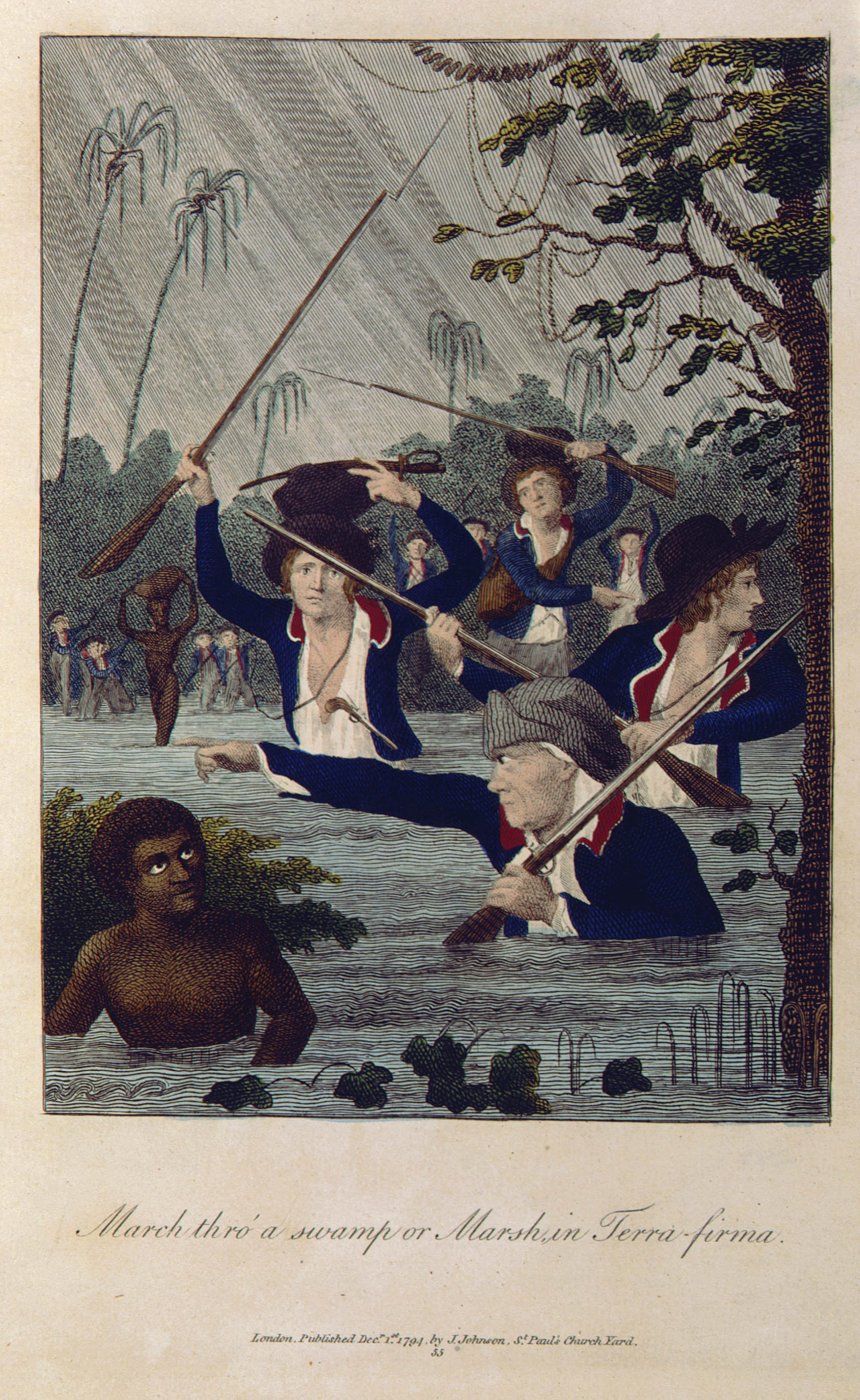
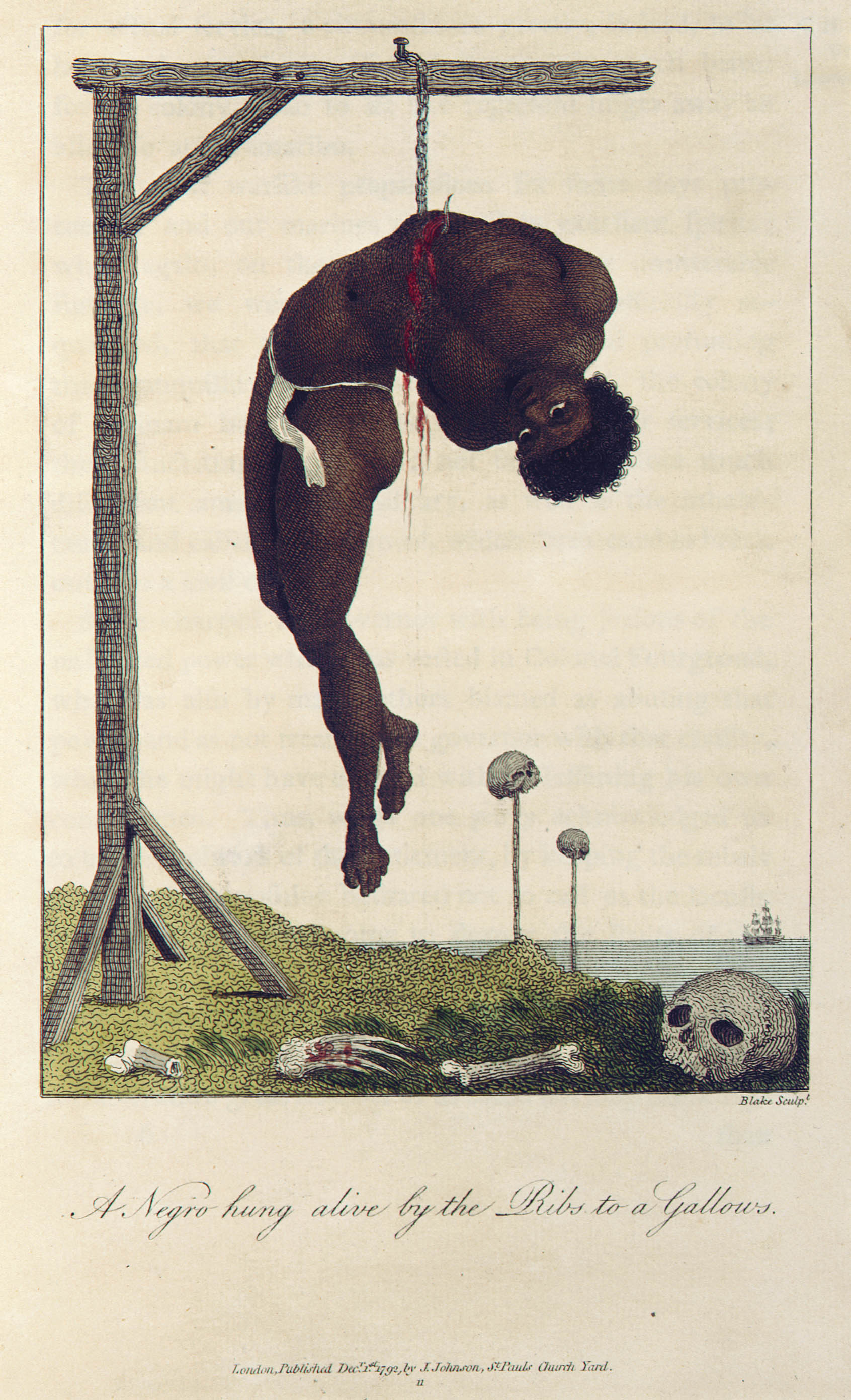
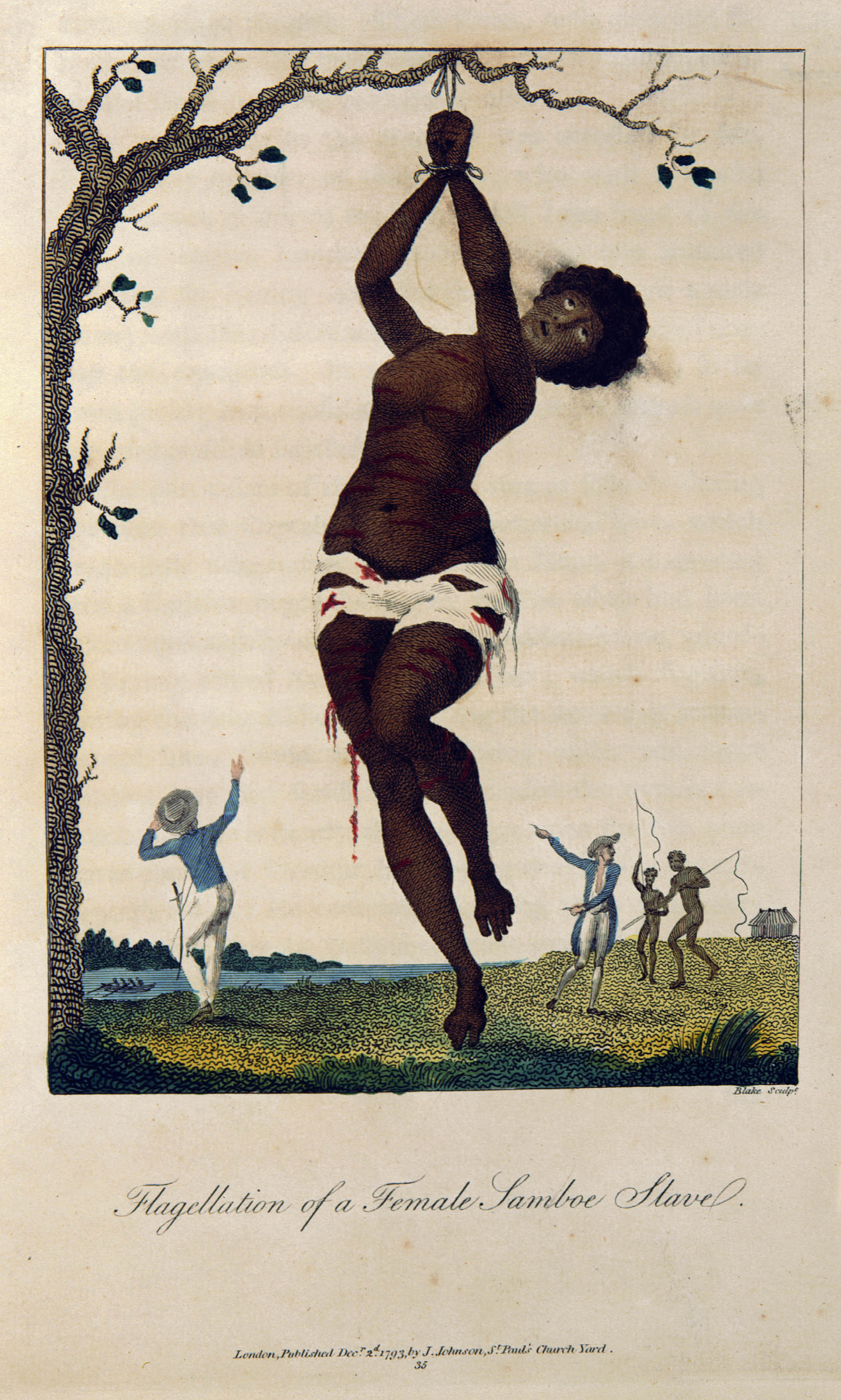

- 1797-1798 : Thomas Gray, Poèmes.
- 1805-1808, 19 illustrations du poème de Robert Blair The Grave :
  - La Mort de l'homme fort et méchant[10], encre plume et aquarelle, 20 × 25 cm, Paris, musée du Louvre[11] ;
  - L'Âme soulevée au-dessus du corps, quittant la vie à contrecœur, crayon, encre et aquarelle, 16 × 23 cm, localisation inconnue[12].
- 1808 : John Milton, Paradise Lost (Le Paradis perdu).
- 1819-1820 : John Varley, Visionary Heads.
- 1821 : Robert John Thornton (éd.), The Pastorals of Virgil, with a Course of English Reading[13], 2 vol., gravures sur bois avec John et Mary Byfield, Londres, F. C. & J. Rivington.
- 1823-1826 : Illustrations du Livre de Job, 22 gravures :
  - Satan frappe Job de douloureux furoncles, vers 1826, encre et tempera sur acajou, 33 × 43 cm, Londres, Tate Gallery[14].
- 1825-1827 : Dante, The Divine Comedy (Divine Comédie, David Bindman, Bibliothèque de l'Image)[15]
  - Le Cercle des amants, plume, encre et aquarelle, Birmingham, Birmingham Museum and Art Gallery[16] ;
  - Le Pape simoniaque, encre et aquarelle sur papier, 53 × 37 cm, Londres, Tate Gallery[17].

### Autres œuvres graphiques

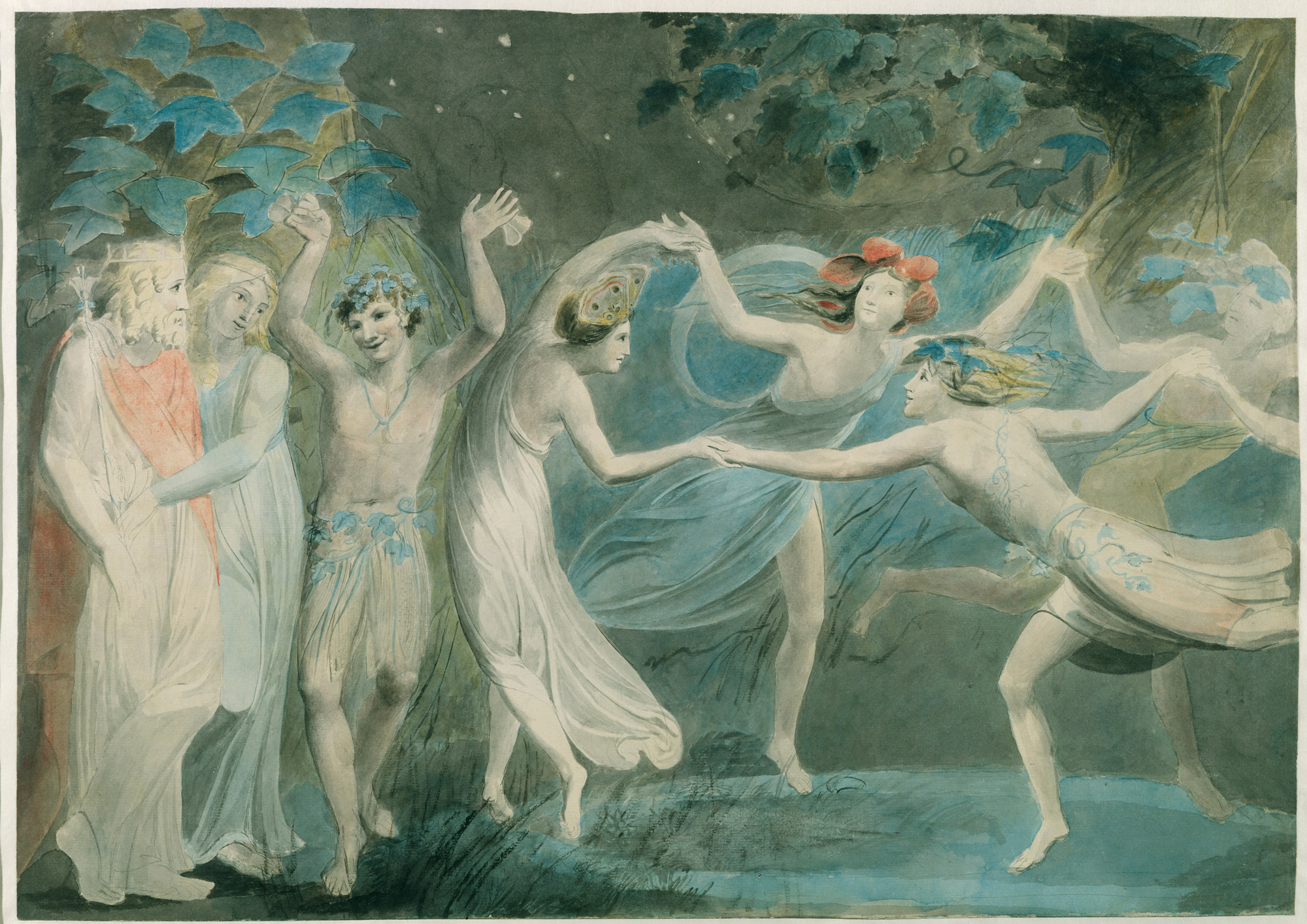
Oberon, Titania and Puck with Fairies Dancing, 1786, Londres, Tate Gallery.

- Oberon, Titania et Puck avec la danse des fées, vers 1786, aquarelle et graphite sur papier, 47 × 67 cm, Londres, Tate Gallery[18].
- La Pitié, 1795, monotype en couleurs à la tempera, crayon et encre, série de douze, 42 × 53 cm, New York, Metropolitan Museum of Art[19].
- La Nuit de la joie d’Enitharmon, anciennement appelée Hécate, vers 1795, encre, tempera et aquarelle sur papier, 44 × 58 cm, Londres, Tate Gallery[20].
- Newton, 1795-1805, encre et aquarelle sur papier, 46 × 60 cm, Londres, Tate Gallery[20].
- Élohim créant Adam, 1795–1805, encre et aquarelle sur papier, 43 × 54 cm, Londres, Tate Gallery[21].
- Nabuchodonosor, 1795–1805, encre et aquarelle sur papier, 54 × 72 cm, Londres, Tate Gallery[22].
- Satan dans sa gloire originelle : « Tu étais parfait jusqu'à ce que l'iniquité soit trouvée en toi », vers 1805, encre et aquarelle sur papier, 43 × 34 cm, Londres, Tate Gallery[23].
- 80 aquarelles de sujets bibliques, commande de Thomas Butts (1757-1845), dont :
  - Les Anges planant au-dessus du corps du Christ dans le sépulcre, vers 1805, aquarelle, plume et encre, 42 × 31 cm, Londres, Victoria & Albert Museum[24].
  - Satan excitant les anges rebelles, 1808, 52 × 39 cm, Londres, Victoria & Albert Museum[25].

### Production littéraire traduite en français
- Le Mariage du Ciel et de l'Enfer, traduction par André Gide, Librairie José Corti, coll. « Domaine romantique » no 2, 1965.
- Chansons et mythes, choix de poèmes traduits de l'anglais et présentés par Pierre Boutang, éd. bilingue, Paris, Éditions de la Différence, coll. « Orphée », 1989.
- Œuvres, éd. bilingue, Paris, Éditions Aubier/Flammarion :
  - Tome 1, présentation et traduction de Pierre Leyris, 1974 ; nouvelle édition 2009 — Esquisses poétiques (extraits) ; Une île de la Lune ; Chants d'innocence et d'expérience ;
  - Tome 2, présentation et traduction de Pierre Leyris, 1977 ; nouvelle édition 2009 — Poèmes tirés de divers manuscrits ; L'Évangile éternel ; Les Portes du Paradis ; annotations aux Aphorismes sur l'Homme de Lavater ;
  - Tome 3, traduction de Pierre Leyris, présentation de Jacques Blondel et Pierre Leyris, 1980 ; nouvelle édition 2009 — Deux Traités sur la religion ; Tiriel ; Le Livre de Thel ; La Révolution française ; Le Mariage du Ciel et de l'Enfer suivi de Un chant de liberté ; Visions des filles d'Albion ; L'Amérique ; Le Premier Livre d'Urizen ; L'Europe ; Le Chant de Los ; Le Livre d'Ahania ; Le Livre de Los ;
  - Tome 4, présentation et traduction de Jacques Blondel sous la dir. de Pierre Leyris, 1983 — Vala ou Les Quatre Vivants.
- Milton suivi de Une vision du jugement dernier, édition (bilingue pour la poésie) établie et traduite par Pierre Leyris, préface de Kathleen Raine, 66 p. d'illustrations N&B, Paris, Éd. José Corti, coll. « Domaine romantique », 1999.
- Écrits prophétiques des dernières années suivi de Lettres, traduit et préfacé par Pierre Leyris (éd. bilingue pour la poésie), 24 pages d'illustrations en noir et blanc, Paris, Éditions José Corti, coll. « Domaine romantique », 2000.

Œuvres de William Blake
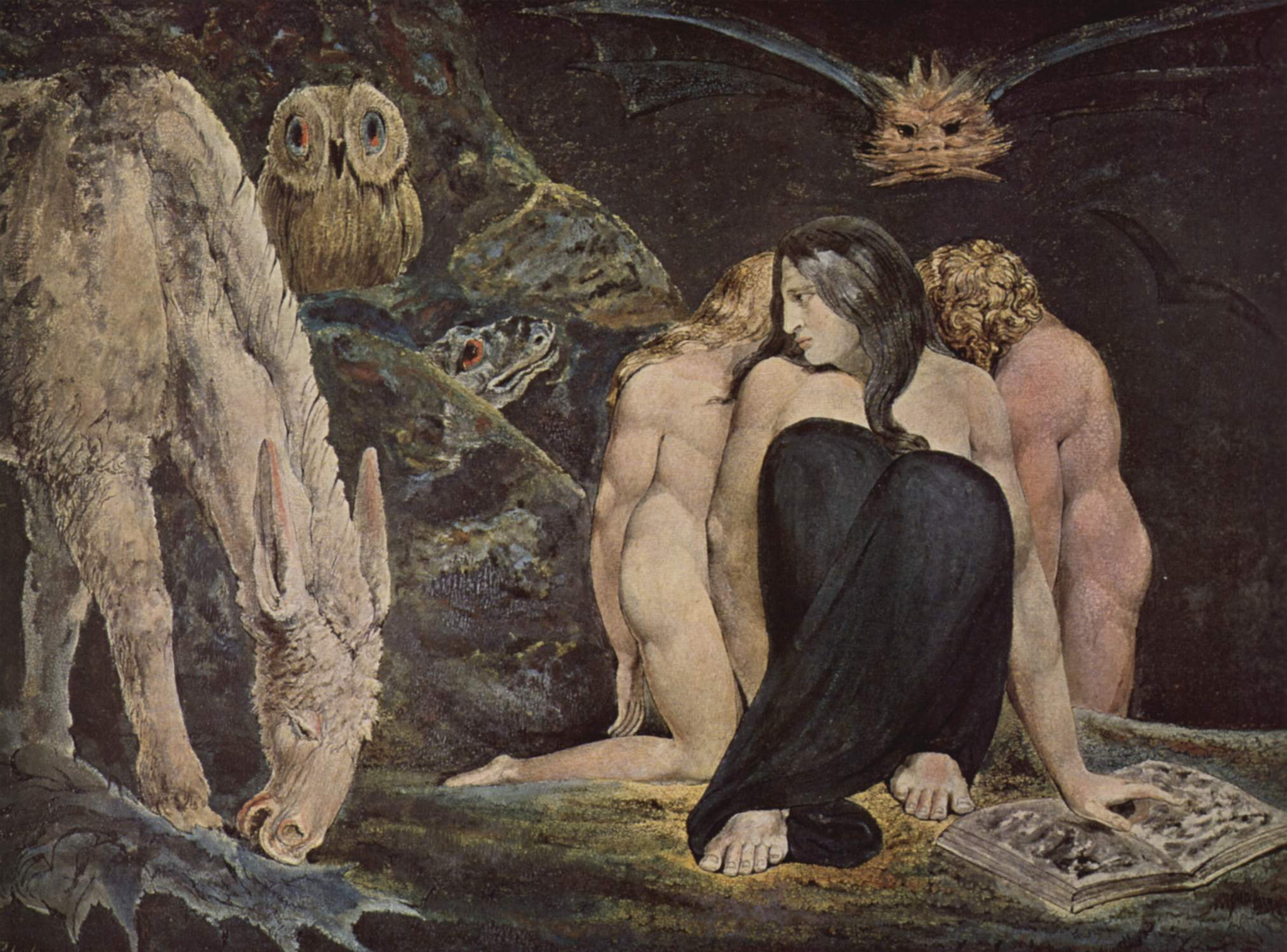
Hécate ou The Night of Enitharmon's Joy, 1795, Londres, Tate Britain.
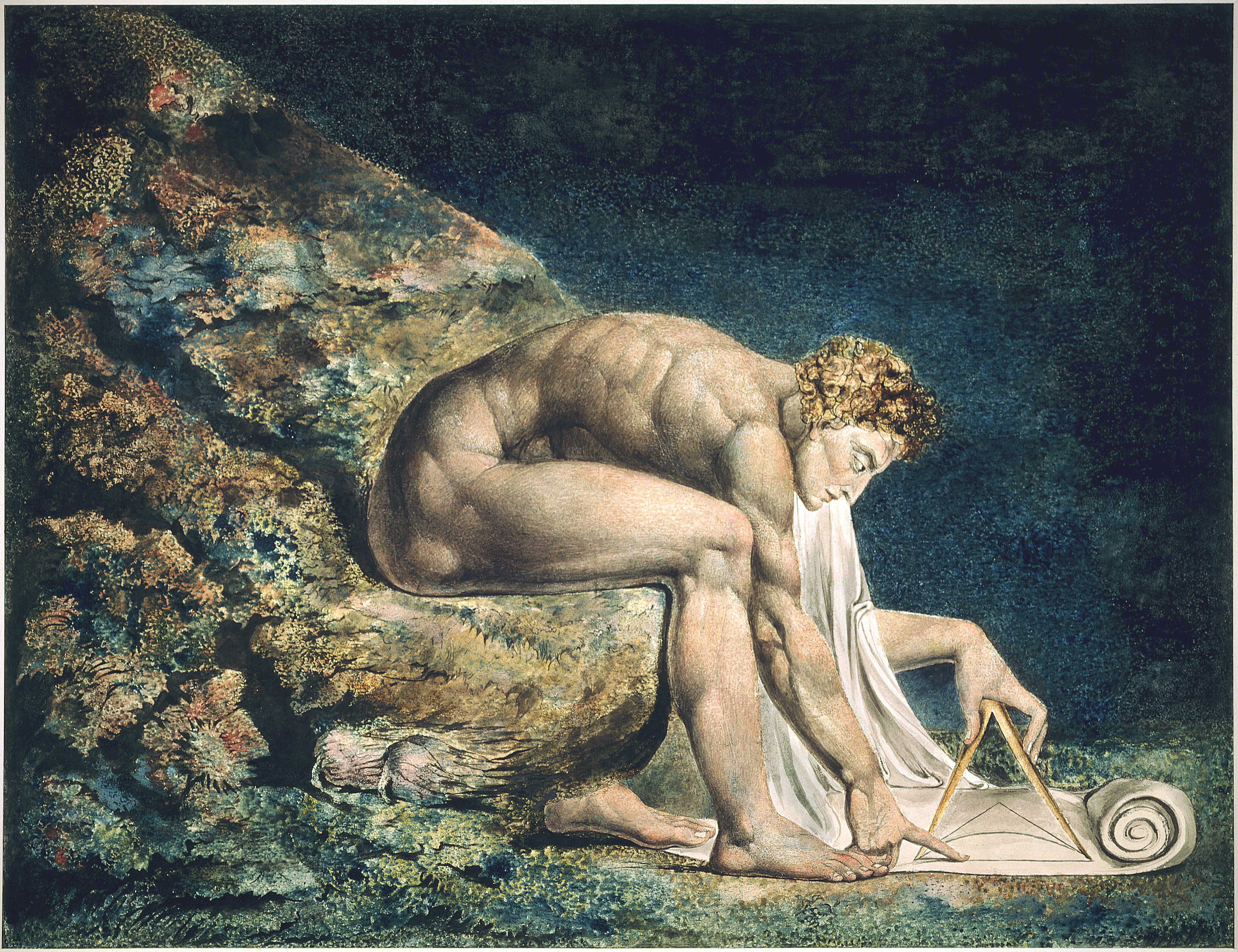
Newton en Géomètre divin, 1795, Londres, Tate Britain.
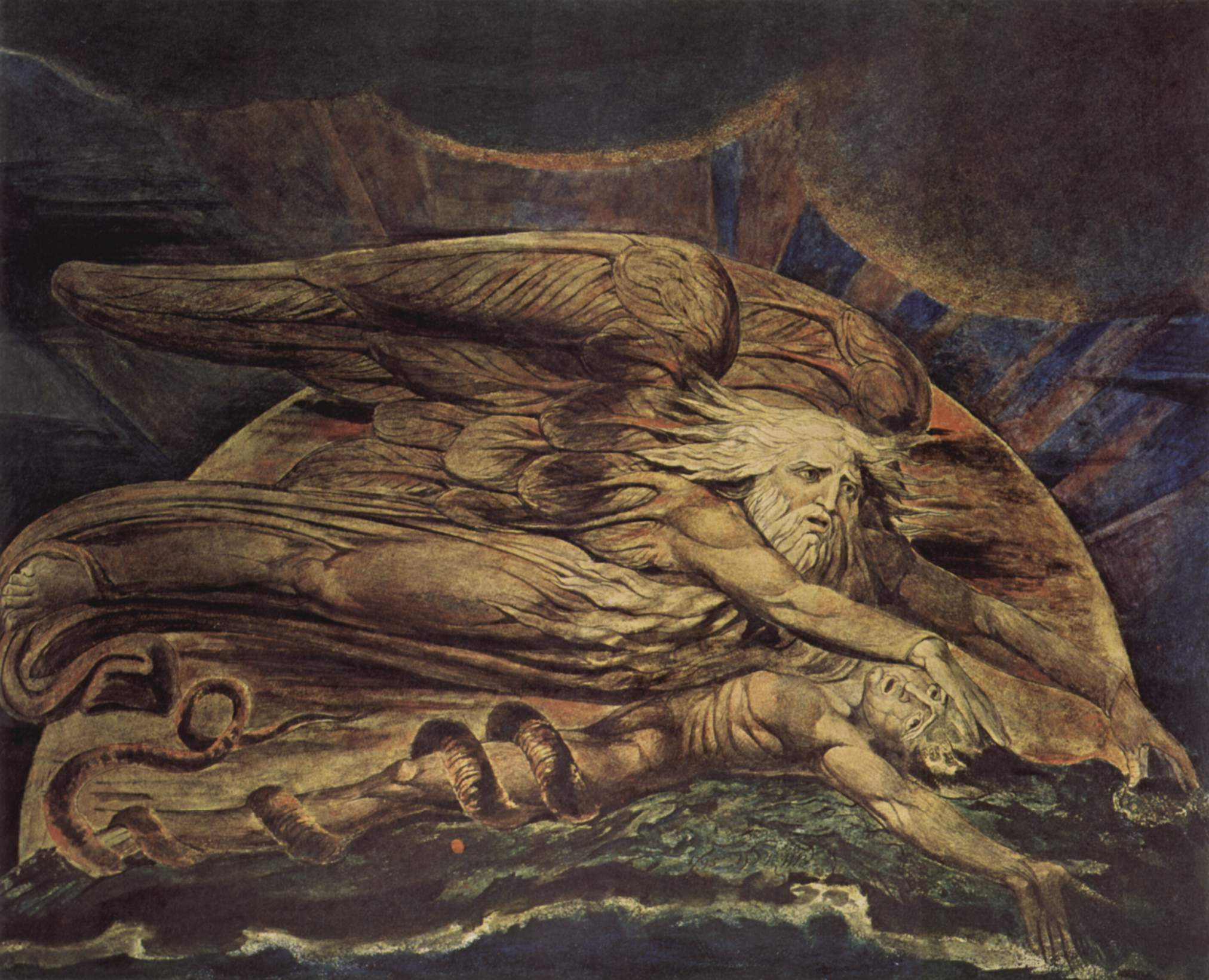
Élohim créant Adam, 1795, Londres, Tate Britain.
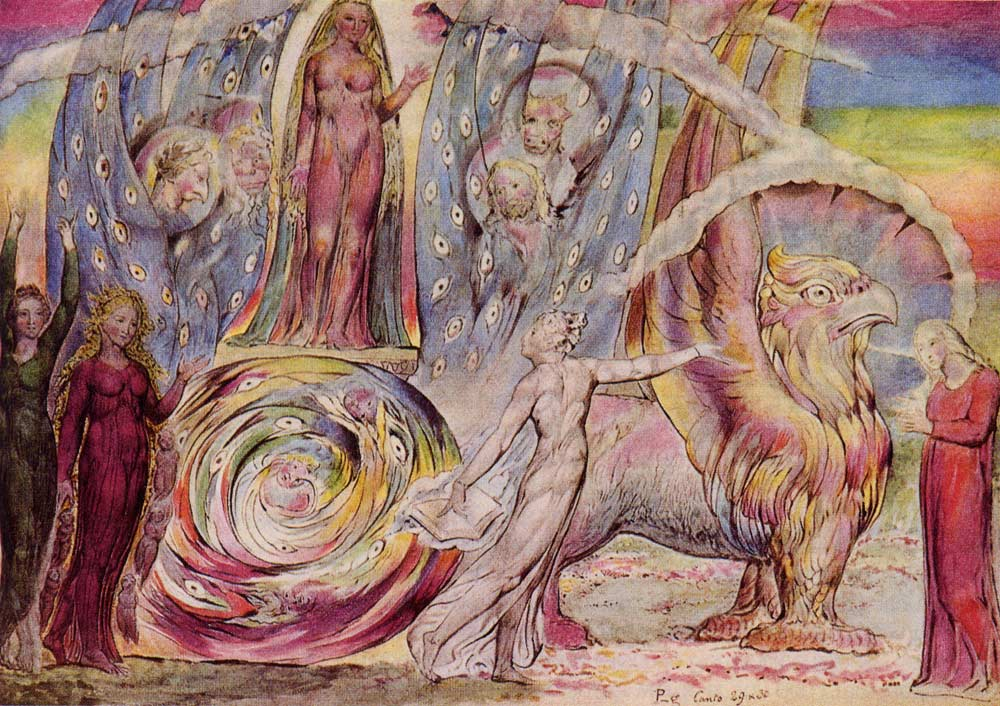
L'enfer de Dante, 1824, Londres, National Gallery.
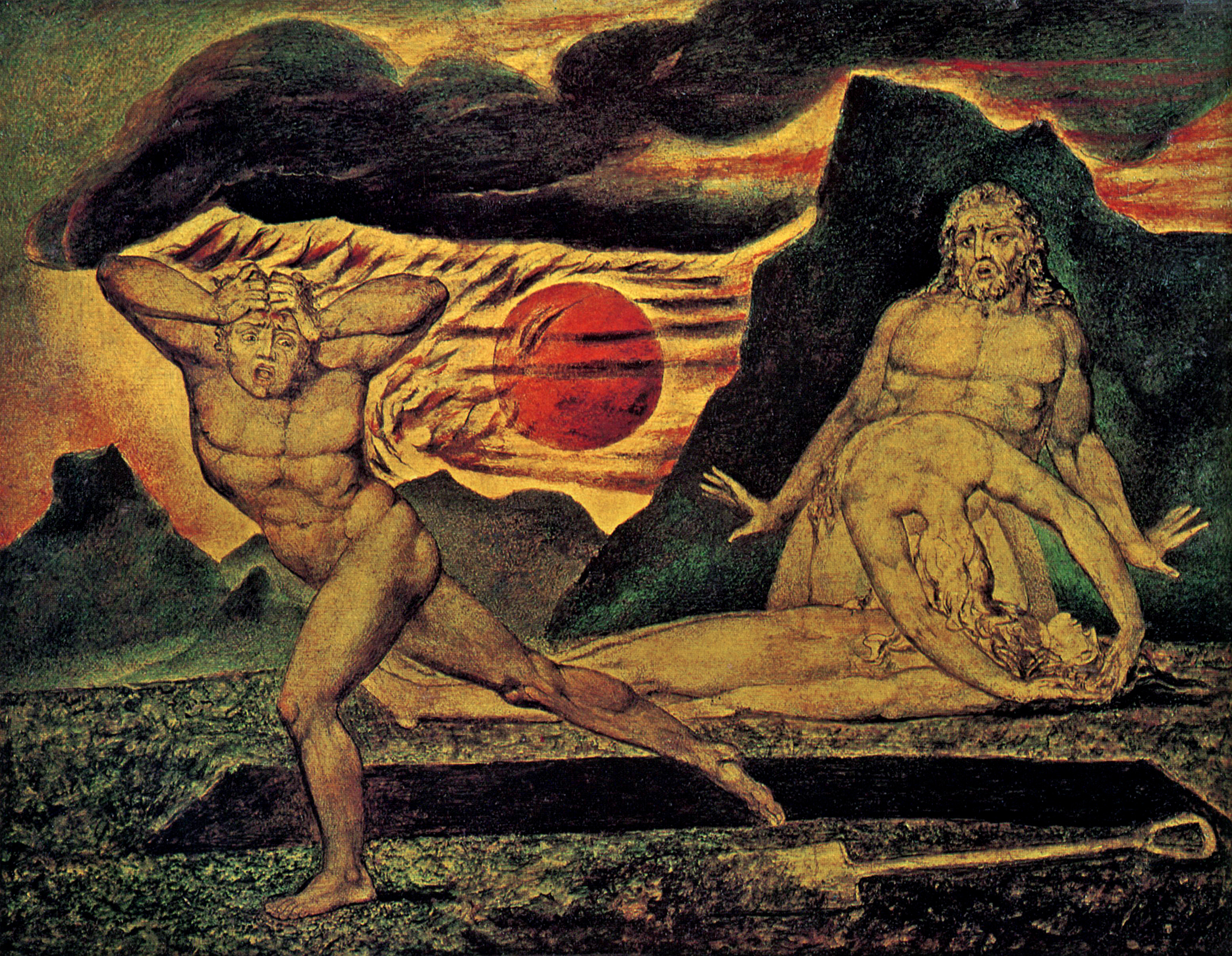
The Body of Abel Found by Adam and Eve, vers 1825, Londres, Tate Britain.
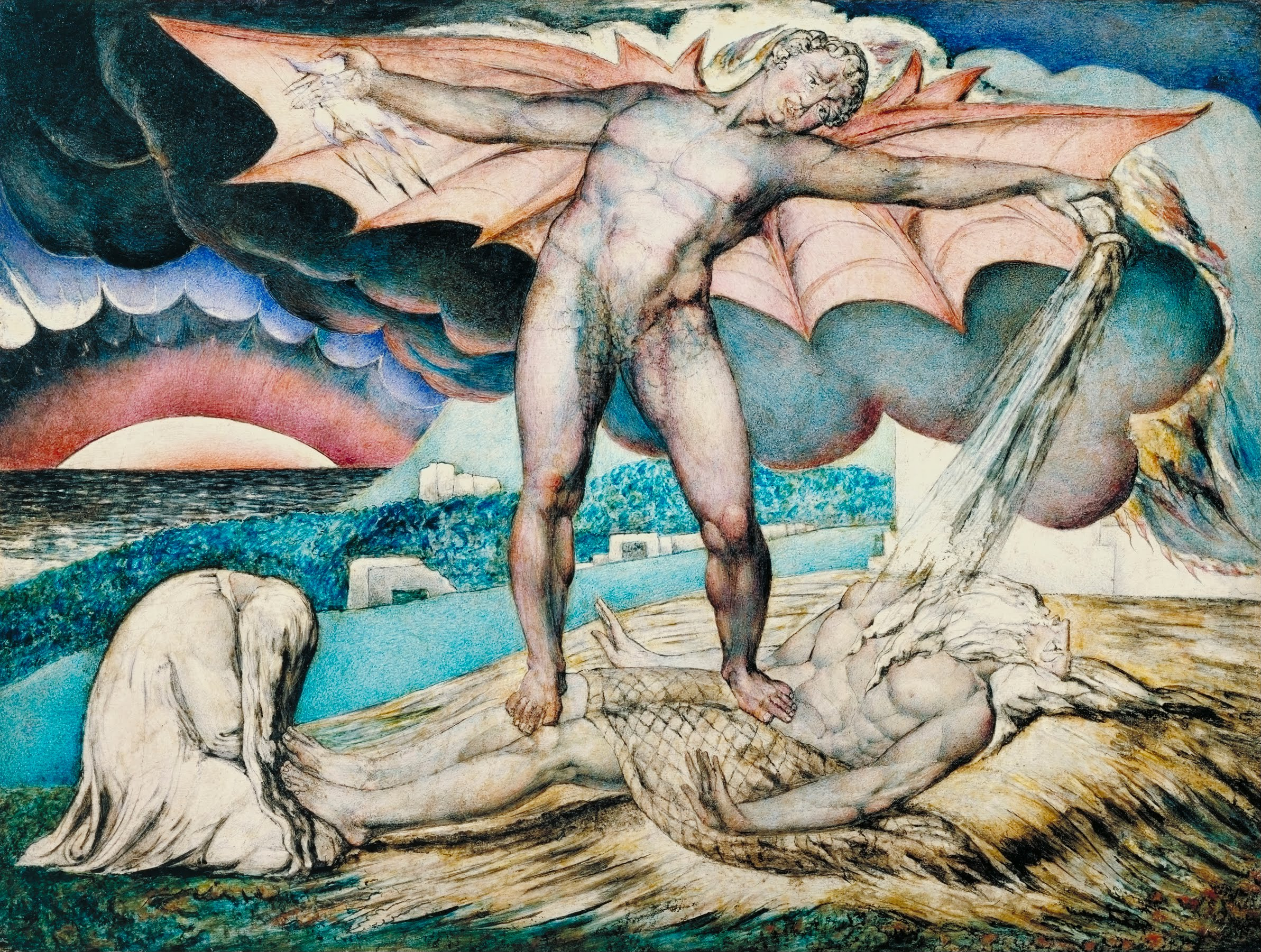
Satan aggrave les plaies de Job, vers 1826, Londres, Tate Britain.

## Dans la culture populaire

### Édition
L'écrivain, poète et éditeur Jean-Paul Michel a nommé sa maison d'édition « William Blake & Co ».

### Littérature
- Le poème Noces et banquets de Jacques Prévert, paru dans son recueil Paroles, a pour personnage central William Blake, fait référence à son ouvrage Le Mariage du Ciel et de l'Enfer, et en cite le proverbe « C'est avec les pierres de la loi qu'on a bâti les prisons et avec les briques de la religion les bordels ».
- Le roman Dragon rouge de Thomas Harris fait référence à l'œuvre de William Blake, notamment son tableau Le Grand Dragon rouge et la Femme vêtue de soleil. Harris fait d’ailleurs une erreur dans le titre du tableau, en désignant The Great Red Dragon and the Woman Clothed with the Sun comme objet de l’obsession du tueur en série Francis Dolarhyde, puisqu’elle correspond plutôt à une autre œuvre de Blake, plus suggestive, The Great Red Dragon and the Woman Clothed in Sun où l’on voit nettement la queue du dragon s’enrouler autour de la femme. Le film Dragon rouge, tiré du roman de Harris, rectifie cette erreur en citant la bonne œuvre.

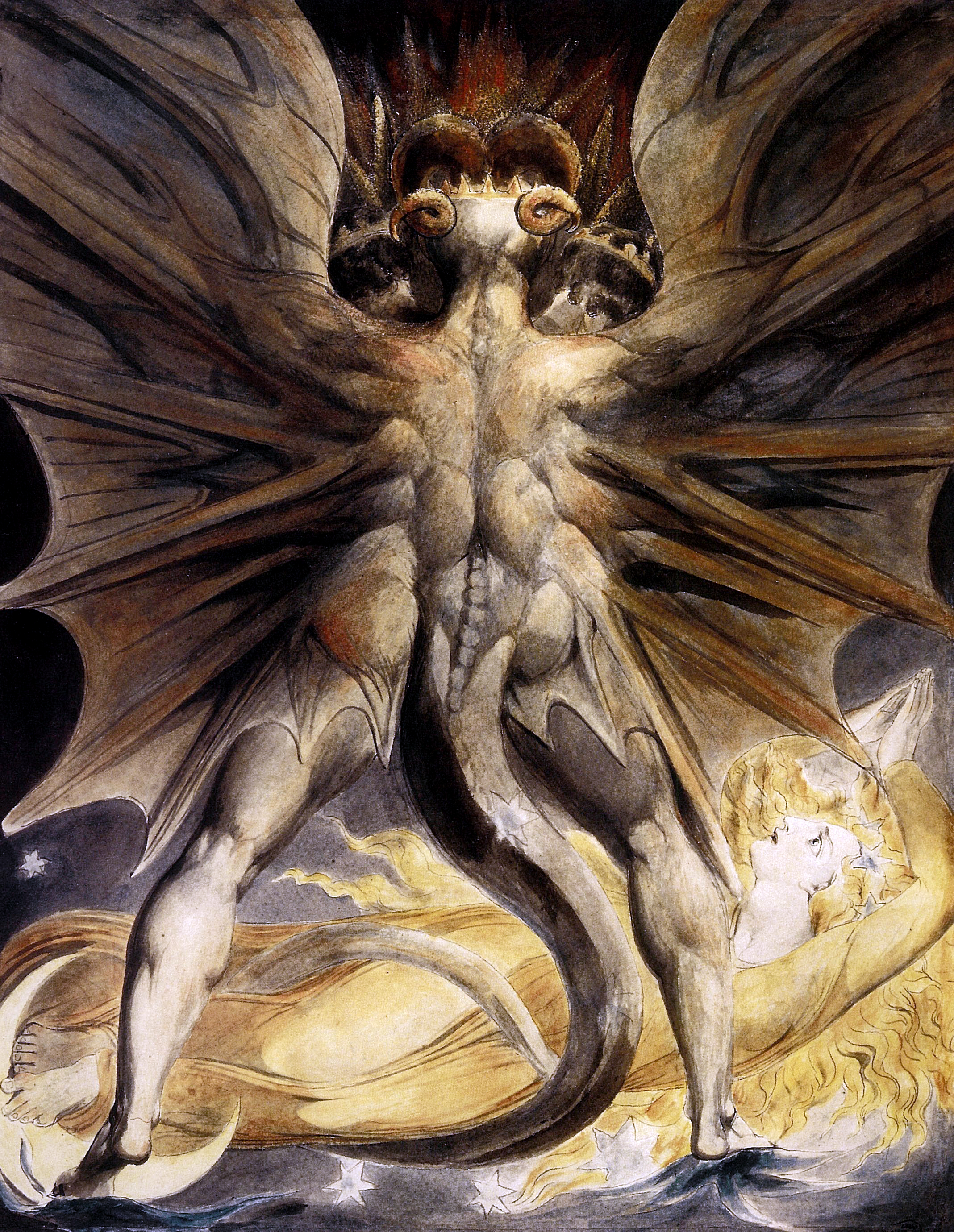
The Great Red Dragon and the Woman Clothed in Sun, 1803, New York, Brooklyn Museum.

- Un projet de « livre-réseau » a été lancé par if:book, un éditeur anglais, pour encourager la création autour de l'œuvre de William Blake, que ce soit dans la lecture, l'écriture ou le numérique[26].
- Dans Sur les ossements des morts d'Olga Tokarczuk, le personnage principal, Janina Doucheyko, est fascinée par l'œuvre de William Blake et le cite plusieurs fois. Elle aide un de ses anciens élèves à le traduire de l'anglais au polonais.
- Dans L'Innocence (Burning bright) de Tracy Chevalier, le roman offre une vision réaliste du poète et de sa vie à Lambeth[27].
- Dans La Nuit qui ne finit pas (Endless Night) d'Agatha Christie, le personnage d'Ellie fredonne un poème de William Blake en jouant de sa guitare. Ce poème est également présent à la première page du roman. Le narrateur, Michaël Rogers, croit d'ailleurs qu'il s'agit d'une chanson.
- Dans la Saga des Hommes-Dieux de Philip José Farmer, les Seigneurs portent des noms issus de la mythologie de William Blake.
- Dans, entre autres At the Gates of Paradise et A Vision in Blakelight, l'écrivain John Zorn s'inspire de l'œuvre de William Blake, notamment quand Jack Huston lit un extrait de Jerusalem.
- Dans le troisième tome de la saga À la croisée des mondes, le Miroir d'ambre de Philip Pullman, onze citations de William Blake figurent en début de chapitres.
- Dans le Cycle des Chroniques d'Alvin le Faiseur d'Orson Scott Card, Blake est un personnage du roman.
- Dans Origine de Dan Brown, figurent de multiples références à l'œuvre de William Blake ; elles participent à l'intrigue du livre.
- Dans L’Anomalie (prix Goncourt 2020) d'Hervé Le Tellier, le personnage de Blake tire son pseudonyme du nom de William Blake. Il est dit que ce personnage de tueur à gage a lu l’écrivain après avoir vu le film Dragon rouge (avec Anthony Hopkins), et parce qu’il en a aimé un poème (« Et je bondis dans ce monde dangereux : Impuissant, nu et criard / Comme un démon caché dans un nuage »). L’auteur du roman ajoute : « Et puis Blake, black et lake, noir et lac, ça claque[28]. »

#### Les «portes de la perception»
La formule de Blake « Si les portes de la perception étaient nettoyées, chaque chose apparaîtrait à l'homme comme elle est, infinie » (Le Mariage du ciel et de l'enfer) a inspiré le choix du nom de l'essai Les Portes de la perception d'Aldous Huxley, ainsi que le nom du groupe de rock The Doors.

### Bande dessinée
- Dans From Hell d'Alan Moore et Eddie Campbell, le comic book rend un grand hommage à Blake avec les propos de Sir William Gull, médecin franc-maçon très réputé, lors d'une redécouverte de Londres et ses quartiers.
- Dans le manga Arago, le personnage de Seth cite souvent des vers de William Blake.
- Dans Wolverine : Les Origines de Paul Jenkins, Joe Quesada, Bill Jemas et Andy Kubert, le poème de Blake Le Tigre est cité, en référence au personnage de Logan.

### Cinéma
- Dans Le Corps de mon ennemi (1976) d'Henri Verneuil, un hommage à Blake est rendu en le citant juste avant le générique de fin : « Au matin, je vis avec joie mon ennemi gisant sous l'arbre ».
- Dans The Doors (1991) d'Oliver Stone, le personnage de Jim Morrison explique à Ray Manzarek qu'il a choisi « The Doors » comme nom de groupe à cause d'une citation de Blake : « Si les portes de la perception étaient nettoyées, chaque chose apparaîtrait à l'homme telle qu'elle est, infinie ».
- Dans Dead Man (1995), le réalisateur Jim Jarmusch rend hommage de plusieurs façons à Blake, notamment en prenant pour héros un homonyme contemporain de William Blake, incarné par l'acteur Johnny Depp (« I am William Blake, don't you know my poetry ? ») mais aussi en faisant rencontrer celui-ci avec un indien solitaire, admirateur du poète (incarné par Gary Farmer).
- Dans Seven (1995) de David Fincher.
- Dans Studio 54 (1998) de Mark Christopher, le personnage de Steve Rubell (Mike Myers) cite au cours d'une interview télévisée la fameuse phrase de Blake (dont il déclare qu'il est « son poète préféré ») : « La route de l'excès mène au palais de la sagesse ».
- Dans Lara Croft: Tomb Raider (2001), un de ses vers (« Voir le monde dans un grain de sable ») est la clef qui permet à l'héroïne Lara Croft de trouver et reconstituer le Triangle de lumière.
- Dans Dragon rouge (2002) de Brett Ratner, tiré de l'œuvre du romancier Thomas Harris, de nombreuses références à l'œuvre de Blake apparaissent, dont la plus spectaculaire est le tatouage de dragon sur le dos de Francis Dolarhyde.
- Dans First Cow (2019) de Kelly Reichardt, adaptation du roman The Half-Life de Jonathan Raymond, le film s'ouvre sur un vers de William Blake: "L’oiseau a son nid, l’araignée sa toile, et l’homme l’amitié"( Le Mariage du ciel et de l'enfer).[30]
- Dans Maria Chapdelaine (2021) de Sébastien Pilote, un vers de William Blake est confié au personnage de la mère, Laura : « Le progrès fait p'têt ben des belles routes droites, mais à l'abri du progrès les routes tortueuses sont celles du Génie » (Marriage of Heaven and Hell).
- Dans The Heart of Me (en) (2002) de Thaddeus O'Sullivan, le personnage incarné par Helena Bonham Carter récite une strophe de Broken Love de William Blake ; Paul Bettany, son partenaire dans le film, fait graver sur sa bague de fiançailles les deux derniers vers du poème :

And Throughout all eternity

I forgive you

You forgive me
— William Blake, Broken Love

### Télévision
- Dans la série Mentalist (saison 2, dernier épisode), le tueur en série John le Rouge cite un extrait du poème The Tyger après avoir sauvé la vie du héros Patrick Jane. Les deux premiers mots (« Tyger, Tyger ») de ce poème sont, par la suite, régulièrement cités au sein de la série (car constituant le mot de passe d'une organisation secrète).

Autres hommages à William Blake dans Mentalist : le directeur du California Bureau of Investigations (CBI), Gale Bertram, cite pour sa part un extrait du poème A Cradle song (saison 3, épisode 16) ; le personnage de Brett Partridge est nommé ainsi en référence au tableau de Blake intitulé A Brace of Partridge ; le septième épisode de la sixième saison s'intitule The Great Red Dragon en allusion au tableau homonyme de Blake, et révèle par ailleurs que l'organisation dirigée par John le Rouge porte le nom de « Blake Association » en hommage à l'artiste ; enfin, Patrick Jane, dans le premier épisode de la troisième saison, lit un poème de Wiliam Blake : The Divine Image (Songs of innocency and of experience).
- Dans la série Revenge (saison 1, épisode 14), Emily Thorne cite Blake : « If the doors of perception were cleansed everything would appear to man as it is, infinite ».
- Dans la série Hannibal qui reprend les personnages créés par le romancier Thomas Harris, le tueur en série Francis Dolarhyde (Richard Armitage) se fait appeler « The Great Red Dragon ».
- Dans la série The Originals (saison 1, épisode 6), Klaus Mikaelson récite le poème The Poison Tree.
- Dans la série The Frankenstein Chronicles, l'inspecteur Marlott croise des personnalités politiques, scientifiques et artistiques dont le poète William Blake (incarné par Steven Berkoff) et la romancière Mary Shelley. Cette dernière donne à Marlott le dernier livre non publié de Blake, The book of Prometeus.
- Dans la série animée Batman, l'épisode « Le Tigre de la nuit » (« Tyger, Tyger ») fait référence au poème The Tyger. La première strophe du poème est également citée deux fois lors de l'épisode.
- Dans la série Penny Dreadful (saison 2, épisode 2), Frankenstein récite un passage d'un poème de Blake (« …voir le monde à travers un grain de sable… ») à Ms Vanessa Hives.
- Dans la série Peaky Blinders (saison 6, épisode 1), le personnage de Thomas Shelby (en) récite un passage d'un poème de Blake :

I was angry with my friend;

I told my wrath, my wrath did end.

I was angry with my foe:

I told it not, my wrath did grow.
— William Blake

### Musique
Peter Gabriel cite William Blake dans la dernière chanson « Live and let live » de son album « I/O » sorti en décembre 2023. « … Lay the burden down William Blake wakes his sting, drawing out Martin Luther King… ».
- Le groupe de rock américain The Doors doit son nom à une citation célèbre de Blake, et leur chanson End of the Night cite deux vers de son poème Auguries of Innocence : « Some are born to sweet delight / Some are born to the endless night ».
- Le groupe de black metal grecque Rotting Christ reprend un prologue rédigé pour une piece dramatic de King Edward the Fourth dans le titre For a Voice Like Thunder de leur album Ritual.
- Les albums Song of Innocence (1968) et Songs of Experience (1969) du compositeur américain David Axelrod.
- L'album Themes From William Blake's The Marriage of Heaven and Hell du groupe norvégien Ulver est une transposition musicale de l'œuvre Le Mariage du Ciel et de l'Enfer.
- L'album The Westbrook Blake - Bright as fire de Mike Westbrook (en) (CD Impetus Records, 1991)
- L'album Zvezda MIX du projet Musical Gestalt Orchestra comporte des poèmes de William Blake.
- L'album The Chemical Wedding de Bruce Dickinson lui rend également hommage.
- Le chanteur Mort Shuman cite deux vers (traduits) du poète dans la chanson Blake : « Les pierres de la loi font les murs des prisons / Les bordels sont bâtis des briques de la religion. » Cette citation sera à l'origine de la censure de cette chanson sur les radios françaises.
- Pascal Dusapin compose en 1985 une pièce pour soprano et clarinette, To God, sur la séquence poétique If you have formed a circle to go into it yourself and see how you would.
- Les poèmes The Lamb et The Tyger ont été mis en musique par John Tavener (compositions pour chœur a cappella)
- Dans son album Elemental, Loreena McKennitt joue de la harpe sur le poème Prologue intended foe a dramatic piece of King Edward the Fourth
- Le groupe Andy Blake & The Dead Men chante différents textes de William Blake. La référence au film Dead Man de Jim Jarmusch est évidente.
- Cinq morceaux, sur les quinze de l'album Mothers & Tygers d'Emily Loizeau, contiennent des extraits du recueil Songs of Experience de William Blake.
- L'album d'Étienne Daho Les Chansons de l'innocence retrouvée fait référence au recueil Les Chants de l'innocence et de l'expérience[31]
- L'album Songs of innocence de U2 fait référence au recueil les Chants de l'innocence et de l'expérience.
- L'album « Ode to William Blake », Rock songs with words from the mind (2011). 16 poèmes mis en musique et chantés[32].
- Le groupe Qntal a mis en musique le poème The Tyger sur l'album QNTAL VII (2014).
- Le groupe Tangerine Dream avec l'album Tyger (1987) lui dédie un disque avec des paroles tirées de ses poèmes.
- Le groupe Atomic Rooster utilise la peinture Nabuchodonosor (Nebuchadnezzar) pour illustrer la pochette de l'album Death walks behind you.
- L'album Ensoulment du groupe anglais The The, publié en septembre 2024, comporte un morceau intitulé Sometimes I Drink My Coffee By The Grave Of William Blake. Matt Johnson, fondateur et leader du groupe, indique avoir « souvent bu [son] café près de la tombe de William Blake — bien que, ces jours-ci, il y ait en réalité deux pierres tombales qui lui sont dédiées dans le petit cimetière dissident où il a été enterré lorsqu'il est mort. Au cours des 40 dernières années, j'ai vécu par intermittence à proximité et j'ai toujours trouvé que c'était un endroit inspirant pour s'asseoir et méditer sur la vie »[33].